# 양성자 스핀 위기
양성자 스핀 위기(영어: proton spin crisis) 또는 양성자 스핀 문제는 1987년 양성자 스핀 구성을 알아내려는 실험으로 처음 제기된 이론적 위기이다. 이 실험은 유럽 뮤온 충돌기(EMC)에서 진행한 실험이다.
물리학자들은 양성자의 스핀이 온전히 쿼크로 결정된다고 생각했다. 그러나, 실제 실험 결과 쿼크로 만들어진 양성자의 스핀은 100%보다 더 적었을 뿐 아니라, 오히려 0%에 더 가까웠다(4-24%) 이 실험 결과 나온 수수깨끼 같은 결론으로 "양성자 스핀 문제"라고 불리게 되었다. 이 문제는 중요한 미해결 문제 중 하나이다.

## 배경
핵심적인 질문은 각 핵자를 이루고 있는 쪽입자(쿼크, 글루온)의 성분 스핀은 어떻게, 얼마나 핵자의 스핀에 영향을 주느냐는 것이다. 원래 물리학자들은 쿼크가 모든 핵자의 스핀을 결정할 것이라고 생각했다.
양성자는 2개의 위 쿼크와 1개의 아래 쿼크, 글루온들로 구성된다. 여기서 양성자는 안정하다는 가정을 세우면, 가장 낮은 에너지 레벨에서 존재한다고 할 수 있다. 그러므로, 쿼크의 파동 함수는 공간상에서 각운동량을 만들어내지 않는 구형대칭 S 오비탈 모양이다. 양성자는 각각의 쿼크들과 같이 스핀이 1/2인 입자이다. 그러므로, 양성자의 스핀을 세울 때 두 개의 쿼크가 서로 반대되는 스핀으로 상쇄되고, 세 번째 쿼크의 스핀이 양성자의 스핀과 같은 스핀일 것이라고 추측했다.

## 실험
EMC에서 진행한 실험은 편광된 양성자 타겟에 편광된 뮤 입자 빔을 쏘아 쿼크의 순간스핀을 측정하는 실험이었다. 편광된 양성자 타겟에서 모든 양성자가 같은 스핀 방향을 가지고 있기 때문에 3개의 쿼크 중 2개의 쿼크 스핀이 서로 상쇄되고 나머지 1개의 스핀은 양성자 스핀 방향으로 편광될 것이라고 생각했다. 따라서, 세 쿼크 스핀의 합이 양성자의 스핀과 같을 것이라고 추측했다.
그러나 EMC의 실험에서 양성자의 스핀 방향을 가진 쿼크의 개수와, 그와 반대되는 스핀 방향을 가진 쿼크의 개수가 거의 비슷하다는 것이 발견되었다. 이를 양성자 스핀 위기라고 부르게 되었다. 실험이 틀렸음을 감안하여 쿼크 스핀과 양성자 스핀을 비교하는 실험이 계속 이루어졌으나, 결과는 비슷하게 나왔다.

## 최근의 연구
2008년의 연구에 따르면 양성자의 스핀 중 절반 이상이 쿼크의 스핀에서 온 것이나 나머지는 쿼크의 궤도 각운동량으로 발생하는 것이라고 설명했다. 이 연구는 기타 양자 색역학과 상대론적 효과를 이용하여 설명하였으며 실험 데이터가 전반적인 공간상 각운동량으로 연결되는지를 설명했다. 2016년 상대론적 중이온 충돌기(RHIC)의 실험에서는 양성자의 스핀은 쿼크보다는 글루온이 더 많이 영향을 주는 것이라는 결과가 나왔다.